# APS-C

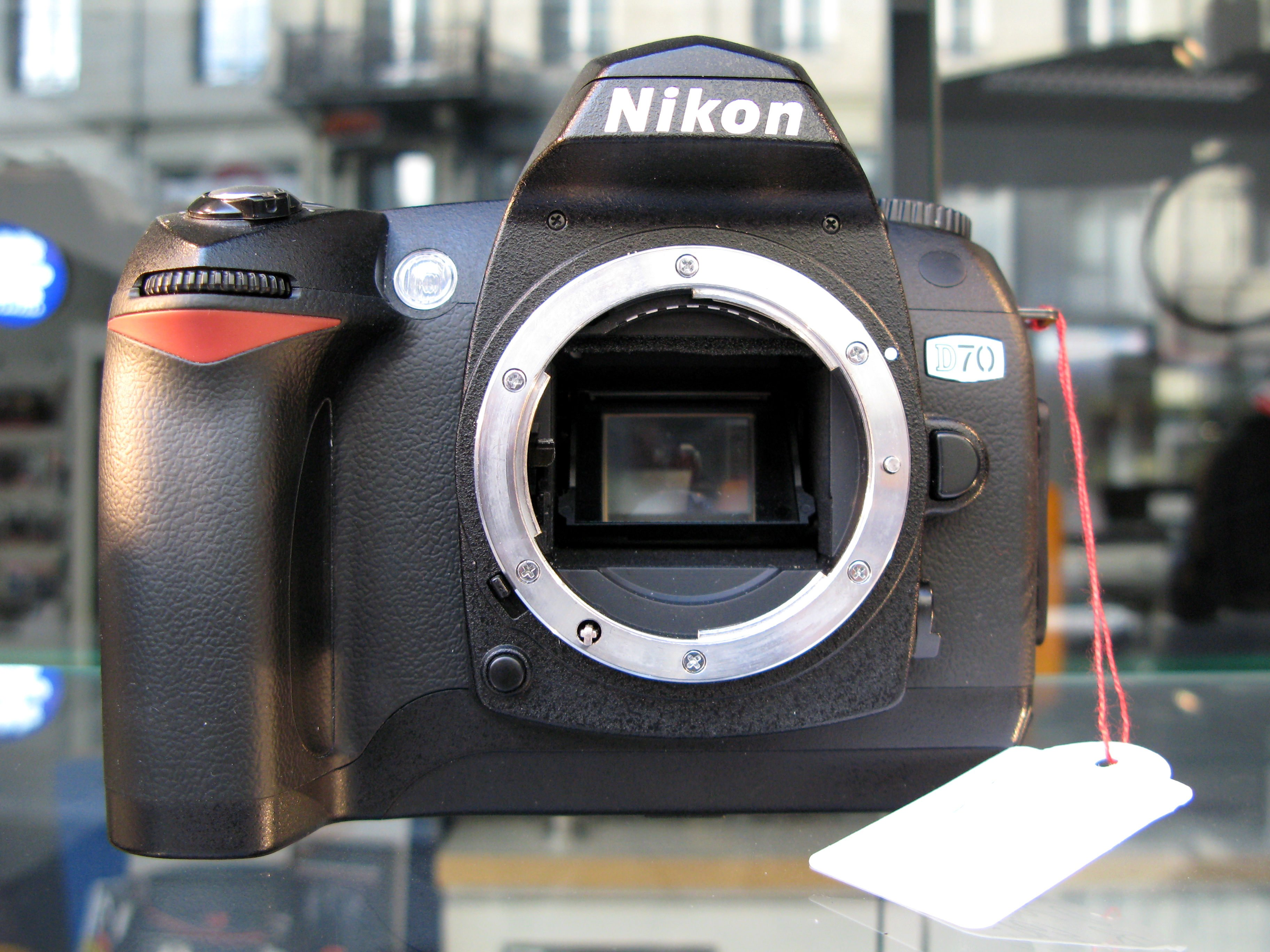
Le Nikon D70, exemple d'appareil reflex numérique au format APS-C

Le sigle APS-C (Advanced Photo System type-C) désigne un format de capteur photographique de taille approximativement égale à celle des négatifs APS argentiques. Ces négatifs mesurent 25,1 × 16,7 mm et ont un rapport de forme de 3/2 ou 1,5:1.
Des capteurs ayant approximativement ces dimensions sont utilisés sur beaucoup d'appareils reflex numériques et hybrides, sur quelques appareils à objectif non interchangeable et sur quelques appareils à mise au point télémétrique numériques.
Les dimensions des capteurs APS-C varient selon le fabricant et le modèle d'appareil numérique. Chaque variante de capteur, utilisé avec le même objectif, aura un angle de champ légèrement différent, mais globalement cet angle est toujours plus étroit que celui pris avec un film 35 mm.
En général, les capteurs au format APS-C sont plus petits que le négatif APS classique.

## Coefficient de conversion

Schéma montrant la taille relative des capteurs utilisés sur la plupart des appareils photo numériques actuels.

Les dimensions des capteurs APS-C et 24 × 36 étant différentes, à focale identique, une image prise avec un capteur APS-C est différente de celle prise avec un capteur ou un film 24 × 36. Le capteur APS-C étant plus petit, l'image issue de ce capteur paraît être un agrandissement d'une partie de l'image prise avec un capteur 24 × 36.
Pour obtenir la même image sur des boitiers APS-C et 24 × 36, c'est-à-dire prise du même endroit avec le même cadrage, il faut utiliser sur le boitier 24 × 36 un objectif de distance focale 1,5 à 1,75 fois celle utilisée sur le boitier APS-C. Ce facteur multiplicateur est en fait le rapport de dimensions entre les capteurs 24 × 36 et APS-C, il est désigné comme « coefficient de conversion », « facteur multiplicatif », ou encore « multiplicateur de distance focale ». Ce coefficient, qui ne dépend que des dimensions du capteur, permet de calculer, à partir de la focale réelle de l'objectif utilisé avec ce capteur, la focale équivalente donnant la même image en 24 × 36.
En fait à ouvertures égales, focales équivalentes, et cadrages identiques, les images obtenues ne sont pas identiques. Celles réalisées avec un 24 × 36 ont une profondeur de champ plus faible que celles d'un APS-C, en général pour obtenir la même profondeur de champ il faut fermer le diaphragme de l'objectif du 24 × 36 de 1 à 2 valeurs.
Coefficients de conversion les plus courants :
- 2.0× — Format dit « 4/3" » : Olympus série E E-400/410/420/450, E-500/510/520, E-600/610/620, E-30, E-1/3/5, et les µ4/3" E-P1/P2/P3/P5, E-PL1/PL2/PL3/PL5, OM-D E-M10/E-M5/E-M1/E-M1X et les boitiers Panasonic GF1 à GF6, G1 à G7
- 1.7× — Sigma SD14, Sigma SD10, Sigma SD9, Canon EOS DCS3
- 1.62× — Canon EOS 7D, 7D Mark II, 10D, 20D, 20Da, 30D, 40D, 50D, 60D, 60Da, 70D, 80D, 300D, 350D, 400D, 450D, 500D, 550D, 600D, 650D, 700D, 750D, 760D,800D, 77D, 1000D, 1100D, 1200D, 100D, M, D60, D30
- 1.54× — Pentax K20D, Pentax K-7, Pentax K-5
- 1.53× — Pentax *istD, Pentax *istDs, Pentax *istDs2, Pentax *istDL, Pentax *istDL2, Pentax K100D, Pentax K100D Super, Pentax K10D, Pentax K200D, Ricoh GR, Nikon D3300, Nikon D5300, Nikon Coolpix A, Sony NEX-7,† Sony NEX-6, Sony Alpha ILCE-6000, Sony Alpha 77, Sony Alpha 77 II, Sony Alpha 65, Sony Alpha 57, Sony Alpha 37, Sony Alpha 580, Sony Alpha 500, tous les Samsung NX sauf les NX5, NX10, NX11, NX100.
- 1.5× — tous les appareils reflex numériques Nikon sauf les « full-frame » D4, D4s, D3, D3s, D3x, D700, D800 et D600 ; tous les Fuji, Sony (sauf les « full-frame » α 850, α 900, α 99) et les appareils reflex numériques Konica Minolta.
- 1.3×[7] — Canon EOS-1D Mark IV, 1D Mark III, 1D Mark II (et Mark II N), EOS-1D, Kodak DCS 460, DCS 560, DCS 660, DCS 760, Leica M8, M8.2

## Objectifs au format APS-C

Tailles des capteurs utilisés sur la plupart des appareils photo numériques actuels.

La plupart des fabricants d'appareils photographiques numériques (APN) et d'objectifs indépendants fabriquent maintenant des objectifs spécialement conçus pour les APN APS-C.
Canon, Nikon et Sony ont développé des objectifs spécialement pour leurs APN reflex. Ces objectifs, conçus pour les capteurs APS-C, sont toujours désignés par leur longueur focale réelle et non leur équivalent sur film 35 mm. Plusieurs fabricants d'objectifs indépendants tels que Tamron, Tokina et Sigma produisent aussi une gamme d'objectifs optimisés pour les capteurs APS-C.
Canon a lancé la gamme d'objectifs Canon EF-S en 2003 en même temps que l'EOS 300D. Les objectifs EF-S sont utilisables uniquement sur les appareils photo APS-C de Canon, à l'exception des modèles plus anciens Canon EOS D30, D60 et 10D qui interdisent physiquement le montage de ce type d'objectif. Les objectifs EF-S ne peuvent pas non plus être montés sur les appareils Canon numériques « full-frame » ou argentiques à film 35 mm.
Nikon a lancé les objectifs au format DX pour sa gamme d'appareils réflex numériques APS-C. Ils peuvent être montés sur les modèles « full-frame » D3, D3x et D700 au prix de la perte de quelques mégapixels. Ces objectifs présentent généralement du vignetage quand ils sont montés sur des boitiers argentiques Nikon, mais peuvent être utilisés aux distances focales élevées.
Sony a une série DT spécialement conçue pour ses appareils APS-C. Ces objectifs peuvent se monter sur tous les Sony Alpha, mais sont spécifiquement conçus pour les modèles DSLR de l'α 100 à l'α 700, les SLT de l'α 33 à l'α 77 et les modèles plus anciens Konica Minolta Dynax 7D et 5D. Les objectifs DT peuvent être montés sur un α 850 ou un α 900 en mode « crop » (tronqué), l'image est alors tronquée et la résolution apparente divisée par deux.
Au début des années 2010, Sony a sorti une série d'appareils hybrides : la série NEX appartenant à la gamme Alpha. Cette série a amené une nouvelle monture, dédiée aux capteurs APS-C, la monture E. Depuis 2013, cette série est renommée ILCE, avec une numérotation à quatre chiffres (α 3000, α 5000 et α 6000).
Les désignations commerciales de ces objectifs pour APS-C sont les suivantes :
- Canon EF-S et Canon EF-M
- Nikon DX
- Pentax DA
- Sony DT, SEL
- Sigma DC
- Tamron Di II
- Tokina DX
- Fujifilm X-Trans CMOS III